# Хименес Бартлетт, Алисия
Алисия Хименес Бартлетт (исп. Alicia Giménez Bartlett; род. 10 июня 1951, Альманса, провинция Альбасете, Испания) — писательница, сценарист, известная серией детективов об инспекторе полиции Петре Деликадо.

## Биография
Окончила факультет испанской филологии в университете Валенсии, защитила докторскую диссертацию по творчеству Гонсало Торренте Бальестера в Барселонском университете. После успеха своих первых книг оставила преподавание испанской литературы и посвятила себя литературному творчеству. С 1975 года живёт в Барселоне.
Первый роман опубликовала в 1984 году. Первую литературную премию (исп. Premio Femenino Singular от издательства Lumen) получила за роман, воссоздающий отношения между Вирджинией Вулф и её служанкой Нелли.
Вдохновленная творчеством Патрисии Корнуэлл, с 1996 года Алисия Хименес Бартлетт начинает создавать серию детективов, главной героиней которых стала инспектор полиции Петра Деликадо. Книги переведены на пятнадцать языков. Особую любовь читателей приобрела героиня Бартлетт в Италии, Франции и Германии. Детективы Бартлетт отмечены несколькими литературными премиями, в частности, премией имени Рэймонда Чандлера (2008).
В 1999 году по мотивам романов и по сценарию Бартлетт снят телевизионный сериал с Аной Белен в главной роли; готовится итальянская экранизация серии. По мнению писательницы, «надвигаясь на европейскую литературу, детективы выносят на поверхность те социальные проблемы и противоречия, что игнорируют другие жанры».
Алисия Бартлетт Хименес также является автором нескольких эссе и исторического романа «Где никто тебя не найдет» (исп. Donde nadie te encuentre), за который она получила престижную Премию Надаля (2011). Роман писательницы «Обнаженные люди» (исп. Hombres desnudos, 2015) был удостоен премии Planeta в 2015 году.